# Omer Letorey
Omer Letorey né à Chalon-sur-Saône le 4 mai 1873 et mort à Issy-les-Moulineaux le 21 mars 1938 est un compositeur français.

## Biographie
Omer Letorey est le fils de Victor Letorey, employé à la succursale, et Claudine Roisot.
Letorey fréquente à partir de 1887 l'école de musique de Louis Niedermeyer. À partir de 1891, il étudie au Conservatoire de Paris auprès d'Émile Pessard. Organiste 1893 à l'église Sainte-Élisabeth, il se présente pour le service armé et obtient une dispense.
Second prix de Rome en 1894, Omer Letorey remporte le premier prix l'année suivante et devient pensionnaire de l'Académie de France à Rome.
Il effectue son service militaire comme soldat de deuxième classe en novembre 1894 au 56e régiment d'infanterie et devient soldat musicien en avril 1895.

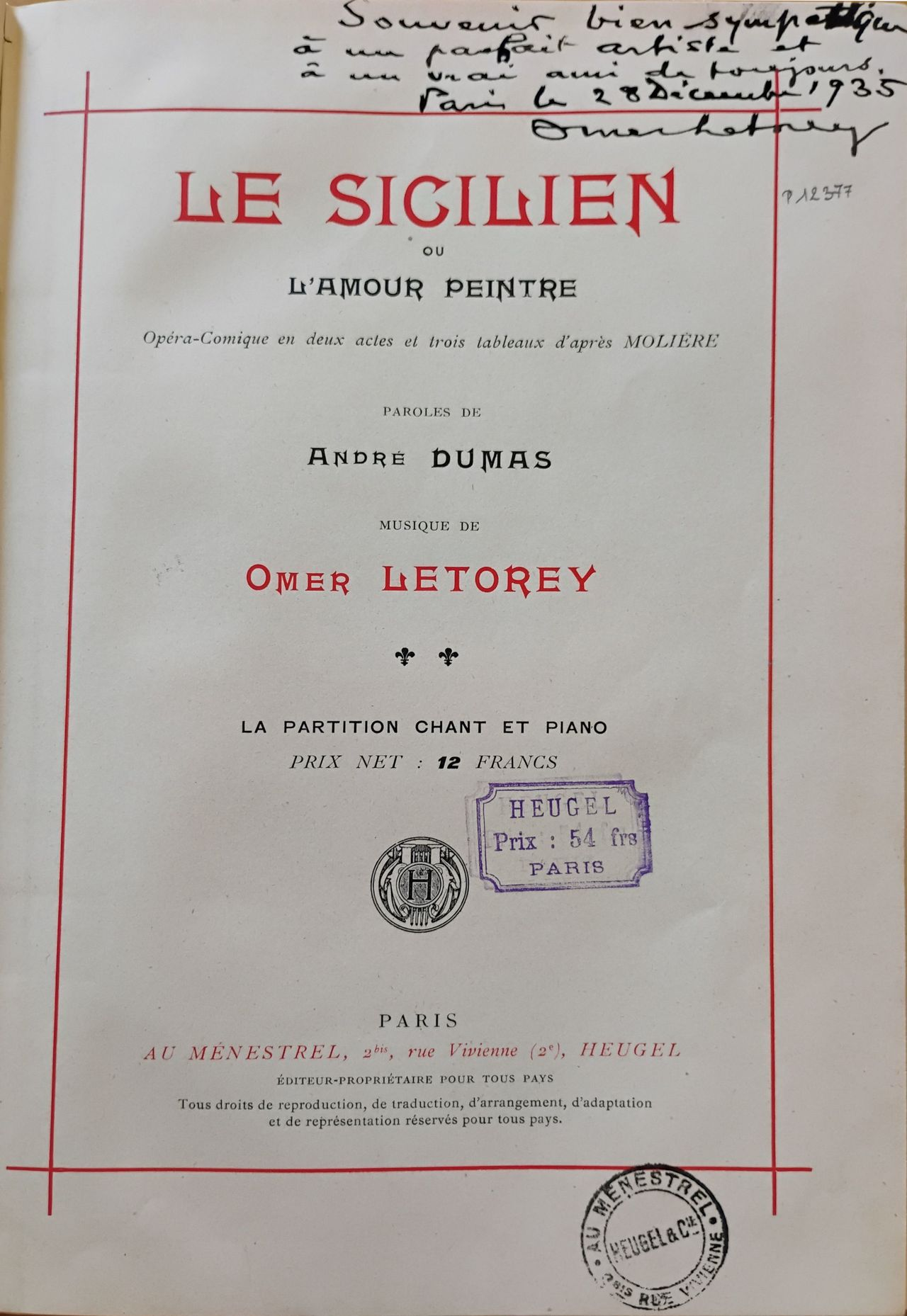
Ex-dono d

En 1900, il succède à l'organiste de l'église Saint-Thomas-d'Aquin de Paris, Edmond Missa. En 1901 a lieu la première audition publique de ses œuvres.
Il est mobilisé durant la Première Guerre mondiale. Passé caporal fourrier en octobre 1914, il intégère le 1er groupe d'aviation en mars 1916.
Il dirige la musique de scène à la Comédie-Française entre 1904 et 1922. Il est directeur-adjoint des chœurs à l'Opéra de Paris.
Il est maître de chapelle à l'église Saint-Pierre-de-Chaillot à partir de 1903, et à celle de Saint-Honoré-d'Eylau de 1923 à 1925. En plus de la musique d'église, il compose plusieurs pièces de théâtre et opéras.
Il épouse en 1922 Julienne Salus ; Aimé Octobre est témoin du mariage.
Domicilié à Paris au square Théodore-Judlin, Omer Letorey meurt à Issy-les-Moulineaux le 21 mars 1938.

## Distinctions
- Chevalier de la Légion d'honneur (1935)[6].
- Prix Monbinne à l'Académie des beaux-arts.